# Seleção Espanhola de Beisebol
A Seleção Espanhola de Beisebol representa a Espanha nas competições internacionais de beisebol, como o Campeonato Europeu e a Copa do Mundo.

Em 2023, a Espanha tornou-se campeã europeia novamente no Campeonato Europeu de Beisebol, 68 anos após seu primeiro título.